# 小行星4167
小行星4167（英語：4167 Riemann）是一颗围绕太阳公转的小行星。1978年10月2日，柳德米拉·瓦斯列娜·朱然勒娃在克里米亚发现了此天体。
这颗小行星的绝对星等为114.70495等。